# Trutnov

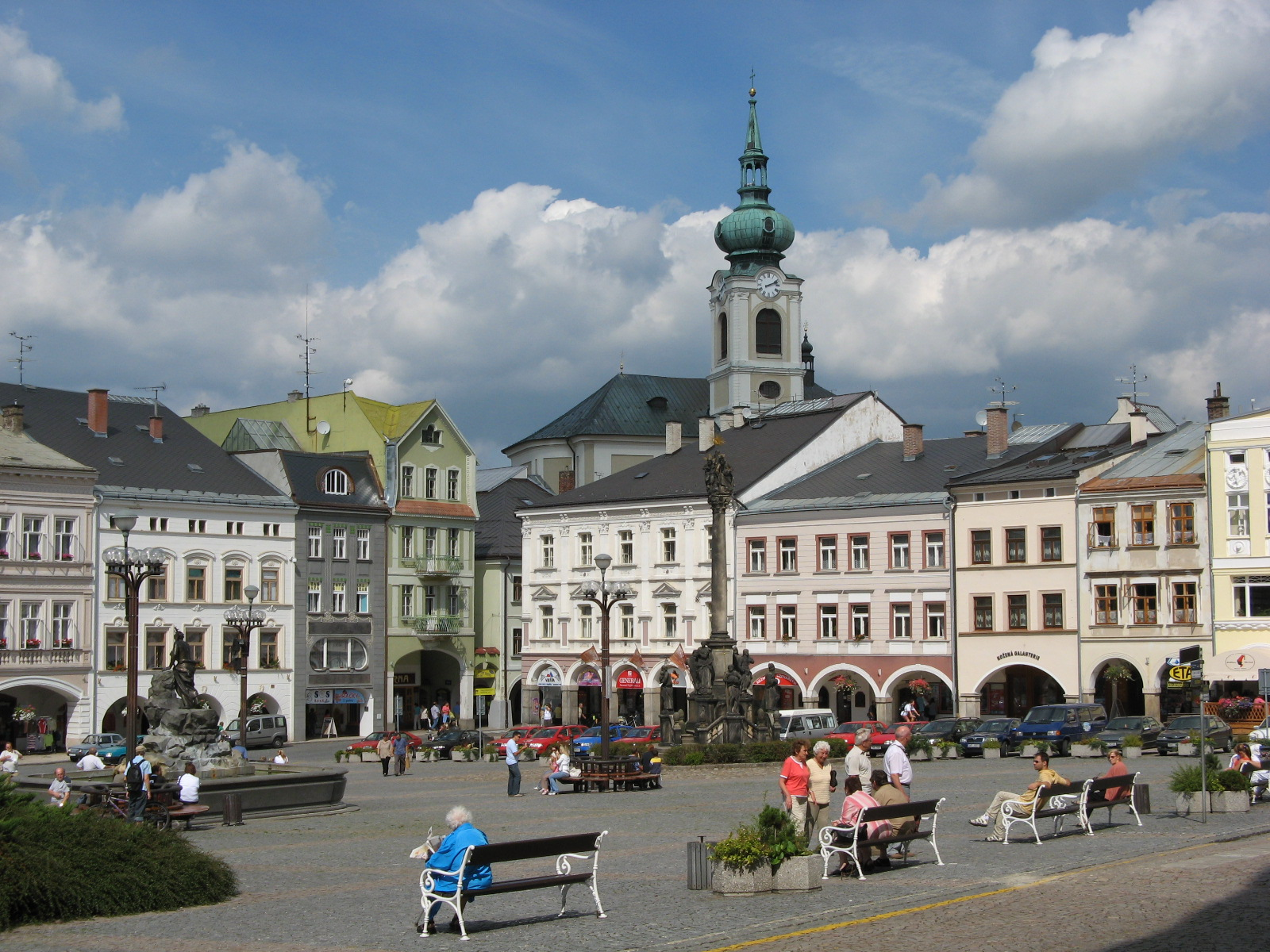
Krakonošovo náměstí (Rübezahlplatz)

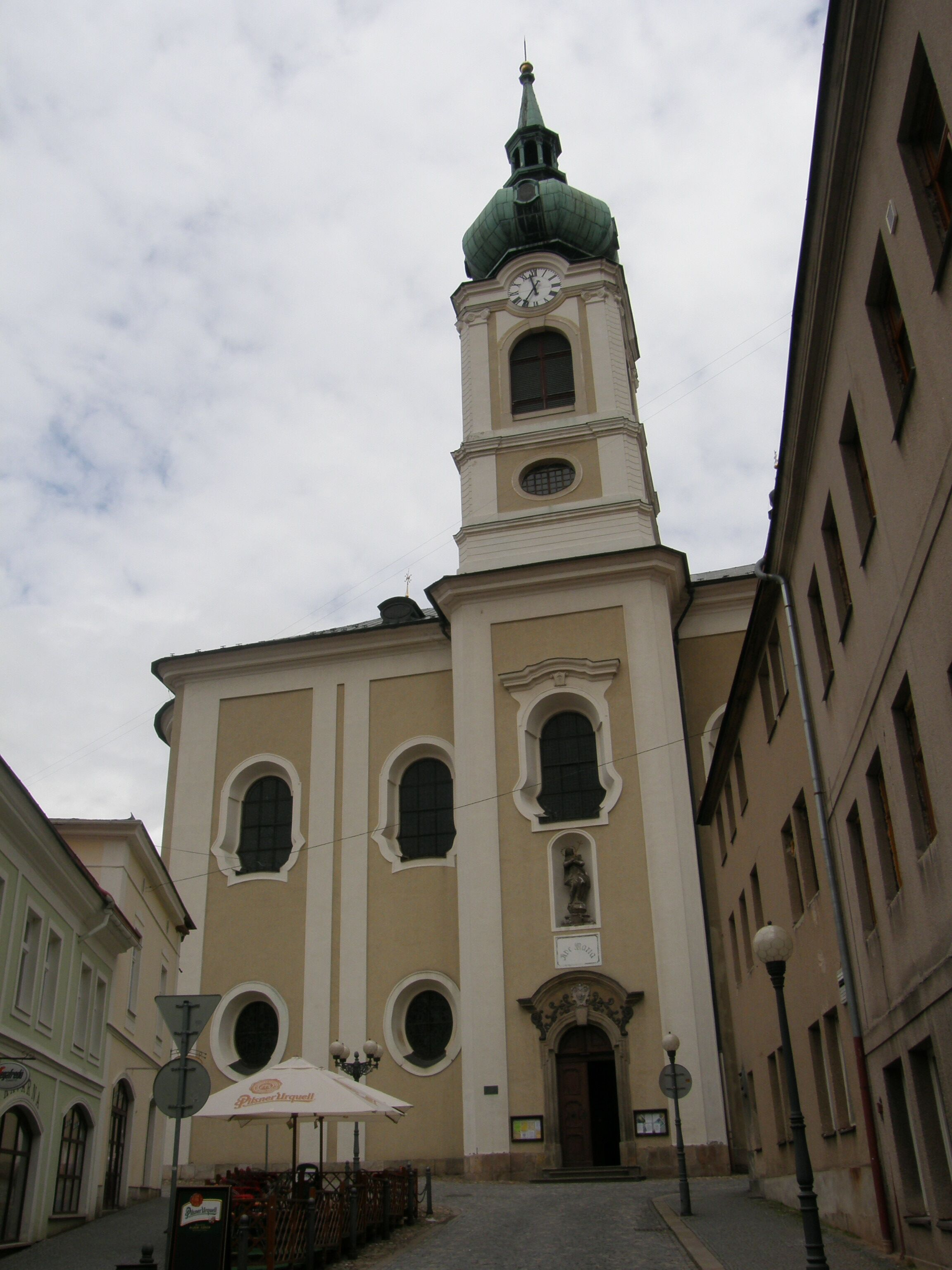
Marienkirche

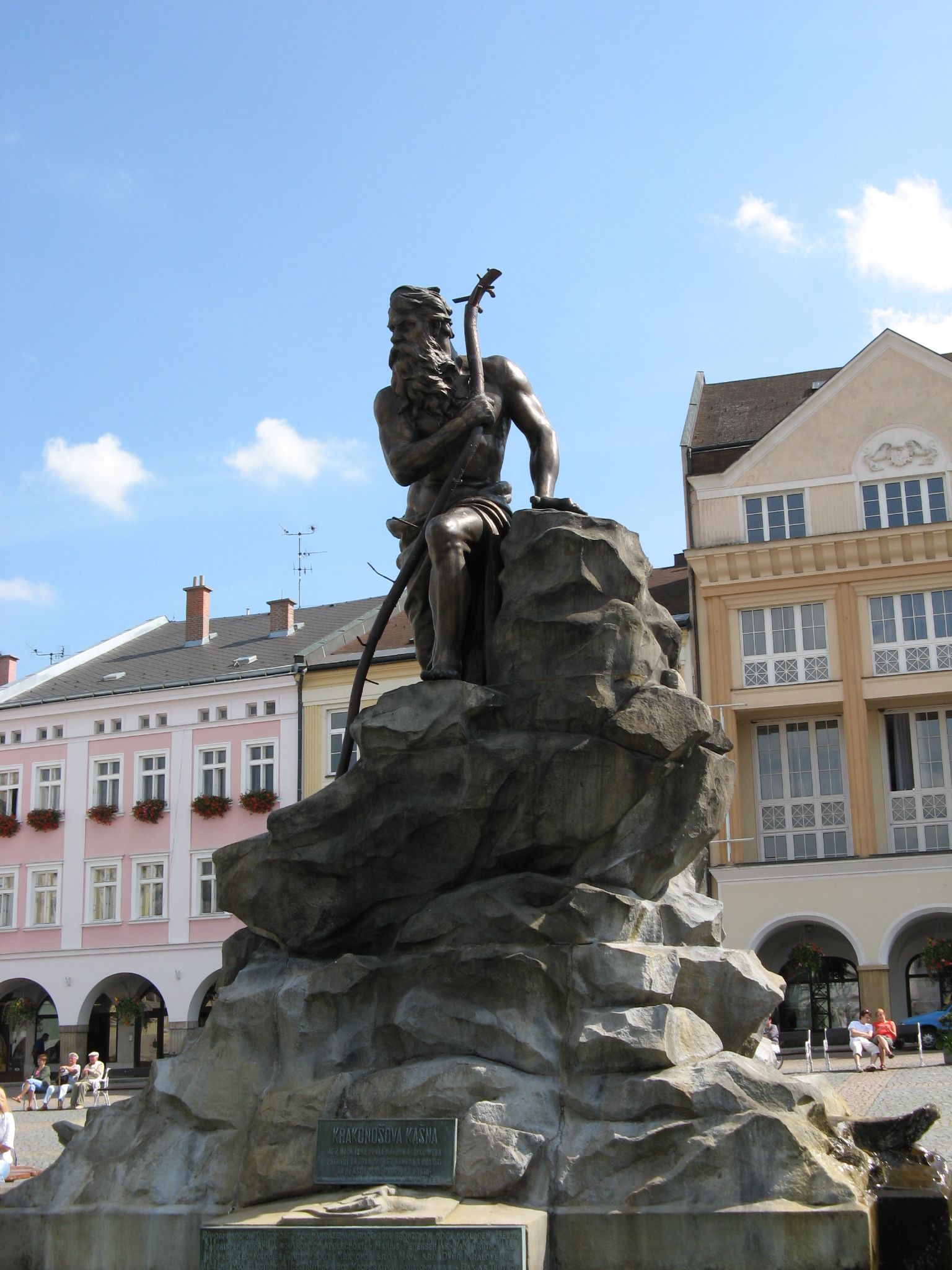
Rübezahlbrunnen

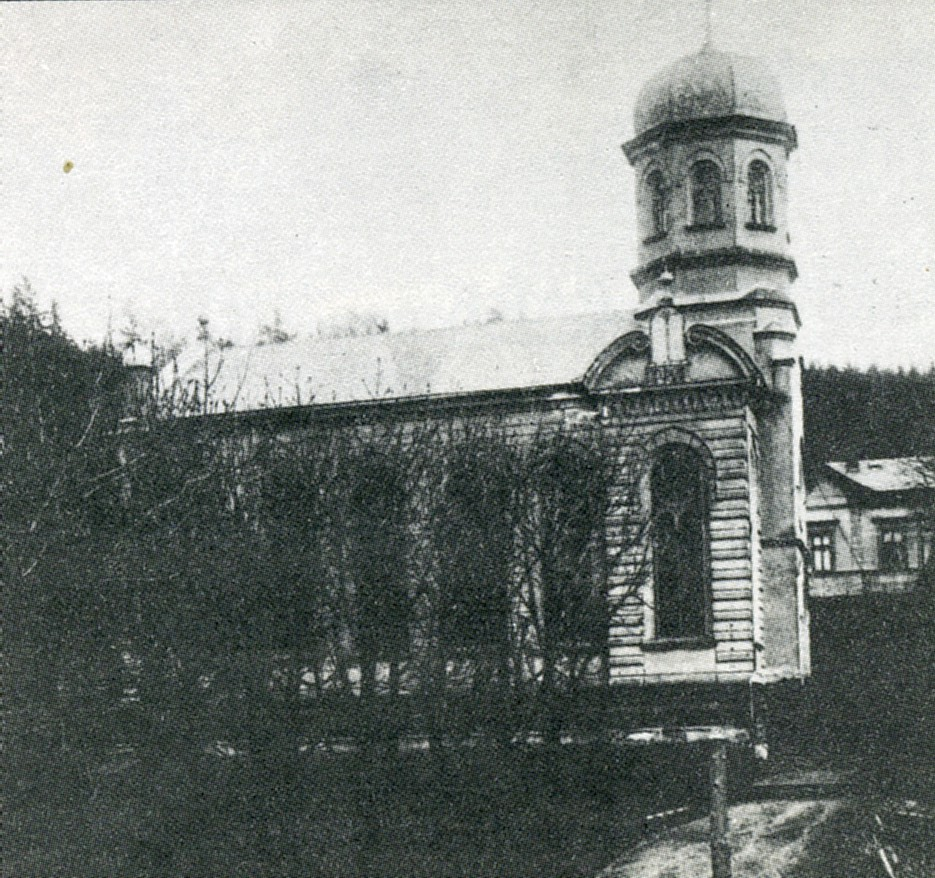
Synagoge in Trautenau (um 1900)

Trutnov (anhörenⓘ; deutsch Trautenau) ist eine Stadt im Královéhradecký kraj im Nordosten Tschechiens. Sie ist Sitz des gleichnamigen Okres Trutnov.

## Geographische Lage
Die Stadt liegt in Nordböhmen auf einer Höhe von 414 m über dem Meeresspiegel im südöstlichen Riesengebirge im Tal der Úpa (Aupa) und wird als „Tor zum Riesengebirge“ bezeichnet.
Südlich der Stadtmitte erheben sich der Šibeník (Gablenzberg, früher auch Galgenberg, 509 m), der Janský vrch (Kapellenberg, auch Johannisberg, 508 m) und der Chmelnice (Knebelsberg, 510 m). Weitere Berge sind im Westen der Pekelský vrch (Seplberg, 583 m), im Norden der Lány (Scharlaberg, 512 m), Zamecký vrch und Bučina sowie im Osten der Ziegenberg.
Nachbarorte sind Zlatá Olešnice (Goldenöls) und Libeč im Norden, Bezděkov und Petřikovice im Nordosten, Markoušovice im Osten, Bohuslavice nad Úpou (Bausnitz) und Velké Svatoňovice (Groß Schwadowitz) im Südosten, Střítez im Süden, Pilníkov (Pilnikau) und Vlčice (Wildschütz) im Südwesten und Mladé Buky (Jungbuch) im Nordwesten.

## Stadtgliederung
Die Stadt Trutnov besteht aus 21 Ortsteilen:
- Adamov (Adamsthal)
- Babí (Trautenbach)
- Bohuslavice (Bausnitz)
- Bojiště (Hohenbruck)
- Dolní Předměstí (Niedere Vorstadt)
- Dolní Staré Město (Nieder-Altstadt)
- Horní Předměstí (Obere Vorstadt)
- Horní Staré Město (Ober-Altstadt)
- Kryblice (Krieblitz)
- Lhota (Welhotta)
- Libeč (Gabersdorf)
- Nový Rokytník (Neurognitz)
- Oblanov (Kaltenhof)
- Poříčí (Parschnitz)
- Starý Rokytník (Altrognitz)
- Střední Předměstí
- Střítež (Burkersdorf)
- Studenec (Staudenz)
- Vnitřní Město
- Volanov (Weigelsdorf)
- Voletiny (Wolta)

Siedlungen und Ortslagen
- Bezděkov (Bösig)
- Debrné (Döberle)
- Dolce (Dreyhäuser)
- Dolníky (Grabenhäuser)
- Kacíř
- Kalná Voda (Trübwasser)
- Kouty
- Luční Domky
- Nové Dvory (Neuhof)
- Nové Voletiny (Neu Wolta)
- Peklo (Höllenhäuser)
- Rubínovice (Rudersdorf)
- Zelená Louka

## Geschichte
Der Ort entstand vermutlich in der ersten Hälfte des 13. Jahrhunderts im Rahmen der Kolonisationstätigkeit der mährischen Herren von Schwabenitz. Es wurde zunächst als „Aupa“ bezeichnet und erstmals 1260 als Besitz des „Egidius de Upa“ urkundlich erwähnt. Dieser gründete damals auf einem weiter südlich gelegenen, günstigeren Areal eine neue Siedlung, die zunächst als „Aupa secunda“ bezeichnet wurde. Ebenfalls 1260 wurde die Kirche von Aupa zur Pfarrkirche erhoben und das Hospital der Kreuzherren mit dem Roten Stern, das dem Kloster in Neisse unterstand, erstmals erwähnt. 1286 gehörten die Besitzungen dem Witico (Vitek) de Vppa. Nach 1297 gelangte der Ort an König Wenzel II. Die für das Jahr 1301 urkundlich nachgewiesene Ortsbezeichnung „Trautenau“ soll auf die aus Schlesien stammenden Kolonisten zurückgehen.
Nach dem Aussterben der Přemysliden 1306 wurde das Land an Johann von Wartenberg verpfändet, dem 1316 Botho von Torgau folgte. Am 3. Mai 1329 tauschte König Johann von Luxemburg Trautenau gegen das Gebiet um Görlitz mit seinem Schwager Herzog Heinrich I. von Schweidnitz-Jauer auf dessen Lebenszeit ein. 1340 erhob König Johann Trautenau zur Stadt. Für das Jahr 1344 ist Peter I. von Rosenberg als Pfandherr von Trautenau nachgewiesen, der 1347 starb. Nach weiteren adeligen Pfandherren verschrieb Kaiser Karl IV. Trautenau sowie Königinhof an der Elbe und das Schloss Schatzlar 1365 dem Schweidnitzer Herzog Bolko II. und seiner Gemahlin Agnes. Nach dem Tod der Herzogin Agnes 1392 fiel die Stadt erbrechtlich an König Wenzel IV., der Trautenau zum königlichen Leibgedinge seiner Gemahlin Sophie von Bayern erklärte. 1394 wird der Ritter Nickel von Kottwitz als „zu Trawtnaw gesessen“ in einer Prager Urkunde genannt.
In den Hussitenkriegen wurde Trautenau 1421 erobert und niedergebrannt. Eine hussitische Besatzung beherrschte die Burg und das Tal der Aupa. Dadurch gelangte Trautenau an die ostböhmische Hussitenbruderschaft der Waisen. Später wurde die Stadt sowie das ebenfalls zerstörte Spital der Kreuzherren zusammen mit der Kirche St. Peter und Paul wieder aufgebaut. 1437 bestimmte König Sigismund Trautenau als Wittum seiner Gemahlin Barbara von Cilli. Diese verpfändete es 1441 an den nordböhmischen Ritter und späteren Landeshauptmann der Grafschaft Glatz, Hans von Warnsdorf. Er übertrug 1472 das Pfandrecht für die Stadt und die Burg seinem Schwiegersohn Friedrich von Schönburg (Schumburg), von dem sie dessen Söhne erbten. Wegen Überschuldung wurden Stadt und Herrschaft Trautenau 1521 an die Brüder Johann und Wilhelm Kruschina von Lichtenburg verkauft. Nachdem Johann Kruschina von Lichtenburg zum Verlust von Leib und Leben verurteilt worden war und es wiederum zu Besitzstreitigkeiten gekommen war, zog der Römisch-deutsche König und spätere Kaiser Ferdinand I. 1532 die Herrschaften Trautenau und Schatzlar ein. 1534 verschrieb er die Herrschaft Trautenau dem Grafen Johann von Hardegg als Abschlagzahlung auf die Grafschaft Glatz, die Hardegg zuvor an die Krone Böhmen abgetreten hatte. Hardegg übergab seinen Anspruch noch im selben Jahr dem königlichen Oberberghauptmann Christoph von Gendorf, dem seit 1533 auch die Herrschaft Hohenelbe gehörte. Wegen Besitzstreitigkeiten zog 1541 Königin Anna von Böhmen und Ungarn Stadt und Herrschaft Trautenau mit allen Einnahmen der Bewohner in Erbuntertänigkeit an sich.
Nach dem böhmischen Ständeaufstand von 1547 verpfändete König Ferdinand I. die Herrschaft Trautenau wiederum an Christoph von Gendorf, der auch das Amt des Burggrafen ausübte und die Trautenauer Burg zu einem Stadtschloss ausbaute. Streitigkeiten mit den Bürgern führten dazu, dass Gendorfer 1562 die Herrschaft Trautenau seiner Tochter Eustachie überschrieb. Sie übereignete Trautenau 1563 ihrem Schwiegersohn Wilhelm Mir(z)kowsky von (S)Tropczicz (Miřkovský von Stropčice), der die Stadt acht Jahre später mit der Begründung verlor, sie gehöre der böhmischen Königin. Dadurch stieg Trautenau zur königlichen Stadt auf. Ende des 16. Jahrhunderts verkaufte die Böhmische Kammer die Herrschaft Trautenau, zu der neben dem Schloss, Mühlen und der Papiermühle 24 Dörfer gehörten, an die Stadt. Sie verlor wegen ihrer Beteiligung am Ständeaufstand von 1618 zahlreiche Güter. Das Schloss wurde zwar während der Rekatholisierung an die Stadt restituiert, jedoch im Dreißigjährigen Krieg zerstört. Im Zweiten Schlesischen Krieg wurde Trautenau 1745 in Brand gesteckt.
Nach der Verwaltungsreform von 1849 war Trautenau Sitz des Gerichtsbezirk Trautenau im gleichnamigen Bezirk. Von wirtschaftlicher Bedeutung waren neben der ertragreichen Landwirtschaft die von dem Industriellen Johann Faltis 1823 errichtete Leinenmanufaktur und Baumwollweberei und weitere Textilbetriebe und Handelsfirmen u. a. der Theer von Silberstein aus Arnau (Hostinné), den Industriellenfamilien Kluge aus Hermannseifen (Rudník v Krkonoších), Etrich aus Freiheit (Svoboda nad Úpou) und Oberaltstadt und Walzel von Wiesentreu in Parschnitz (Poříčí) mit Handelsniederlassungen in Österreich, Deutschland, Russland, den Niederlanden und England. Eine europaweit beachtete Garnbörse mit einem Flachsfasermarkt, gegründet 1875 von dem Industriellen Alois Haase, sowie eine holzverarbeitende und eine elektrotechnische Industrie förderten das Steueraufkommene und den Ausbau der Stadt. Durch das Toleranzedikt des Jahres 1781 von Kaiser Joseph II. entstanden in Trautenau wieder evangelisch-lutherische, jüdische und altkatholische Glaubensgemeinschaften mit dem Bau einer evangelischen Kirche in neugotischem Stil, einer Synagoge und einer Betstube für Altkatholiken.
Im Deutschen Krieg fand am 27. Juni 1866 die Schlacht bei Trautenau zwischen preußischen und österreichischen Truppenverbänden statt. Der Trautenauer Militär-Veteranen-Verein ließ 1868 einen 17 m hohen Obelisk auf dem Gablenzberg errichten, in dessen Inneres im Jahre 1905 die sterblichen Überreste des österreichischen Feldherrn Ludwig von Gablenz von Zürich nach Trautenau überführt wurden, um ihre letzte Ruhe zu finden. Am 1. August 1868 erreichte die Bahnstrecke von Josefstadt zur schlesischen Landesgrenze der Süd-Norddeutschen Verbindungsbahn den Vorort Poříćí (Parschnitz), im Herbst 1870 wurde der Hauptbahnhof in Betrieb genommen. Im Jahr 1871 wurden die Bahnverbindungen nach Hohenelbe (Vrchlabí), Freiheit (Svoboda nad Úpou) und Altpaka (Stará Paka) eröffnet.
Ab Ende des 19. Jahrhunderts entwickelte sich der Tourismus im Riesengebirge. Seit der Mitte des 19. Jahrhunderts kam es zu Konflikten zwischen Deutschen und Tschechen. Zur Ausbildung der Kinder bestanden in der Stadt ein katholischer Kindergarten, Volksschulen für Jungen und Mädchen, eine Lehrerbildungsanstalt, eine Landwirtschaftsschule, eine Bürgerschule und ein Realgymnasium mit Deutsch als Unterrichtssprache, das nach 1918 auch Mädchen zugänglich war. 1900 wurde ein Nationalhaus für die tschechische Minderheit eröffnet. 1908 wurde die Eisenbahnstrecke der Lokalbahn Wekelsdorf–Parschnitz–Trautenau eröffnet. Trautenau hatte 1917 rund 1000 meist aus Stein gebaute Häuser, 17.000 Einwohner, davon 10.110 Katholiken, 368 Protestanten evangelisch-lutherischen Glaubens und 292 jüdischen Glaubens.
Nach dem Ersten Weltkrieg wurde Trautenau 1918 durch tschechoslowakische Soldaten besetzt. Die zuvor zu Österreich-Ungarn gehörende Stadt wurde durch den Vertrag von Saint-Germain Teil der neugegründeten Tschechoslowakei. 1920 wurden eine tschechische Bürgerschule und ein tschechisches Realgymnasium errichtet. Die wirtschaftliche Situation der Stadt verschlechterte sich 1923 durch die Inflation der Geldwährung und 1929 bis 1930 durch eine Massenarbeitslosigkeit infolge des Wegbrechens der traditionell gewachsenen Handelsmärkte. 1930 lebten in der Stadt 15.923 Einwohner, 1939 waren es 14.811.
Infolge des Münchner Abkommens wurde Trautenau, das überwiegend deutschsprachige Bewohner hatte, 1938 dem Deutschen Reich angeschlossen und war bis 1945 Sitz des Landkreises Trautenau, Regierungsbezirk Aussig, im Reichsgau Sudetenland. Die jüdischen Mitbürger wurden verfolgt, enteignet und versuchten zu flüchten. Die Synagoge wurde am 9. November 1938 durch Anhänger des Nationalsozialismus niedergebrannt.
Seit 1941 entstanden in der Region Trautenau zahlreiche Zwangsarbeitslager der Organisation Schmelt. Von März 1944 an wurden sie in Außenlager des KZ Groß-Rosen umgewandelt. Der Lagerkomplex unter dem Namen „SS-Kommando Trautenau“ umfasste die Frauenaußenlager Bernsdorf, Gabersdorf, Ober Altstadt, Parschnitz (Poříčí) und Schatzlar. Auch die im September 1944 errichteten Außenlager Liebau und Ober Hohenelbe (Hořejší Vrchlabí) wurden von diesem Lagerkomplex, dessen Sitz sich in Parschnitz befand, mitverwaltet.
Nach dem Ende des Zweiten Weltkriegs wurde die Stadt von Truppen der Roten Armee besetzt und die im Münchener Abkommen (September 1938) an Deutschland übertragenen Territorien kamen wieder zur Tschechoslowakei zurück. Es kamen wieder die tschechischen Ortsnamen in Gebrauch.
Bereits ab Mai 1945 wurden die meisten deutschen Bewohner von tschechoslowakischer Miliz aus Trautenau vertrieben. Ihr Vermögen wurde, legitimiert durch das Beneš-Dekret 108, konfisziert. Die Zahl der Einwohner ging dadurch zunächst stark zurück, wurde jedoch durch Eingemeindungen und Zuzug ausgeglichen.
Die katholische Kirche war während der kommunistischen Herrschaft 1948–1989 enteignet worden. Seitens der Tschechischen Republik erfolgte keine Abgeltung für das eingezogene Vermögen.

## Bevölkerung
Bevölkerungsentwicklung bis 1945
| Jahr | Einwohner | Anmerkungen                                                                    |
| ---- | --------- | ------------------------------------------------------------------------------ |
| 1790 | 02.425    | [ 6 ]                                                                          |
| 1830 | 02.324    | in 383 Häusern                                                                 |
| 1833 | 02.350    | in 388 Häusern                                                                 |
| 1836 | 02.623    | [ 6 ]                                                                          |
| 1900 | 12.695    | mit den Vororten Krieblitz und Niederaltstadt 14.791 deutsche Einwohner        |
| 1917 | 11.000    | davon 10.110 Katholiken, 368 Evangelische und 292 Juden                        |
| 1921 | 14.584    | [ 6 ]                                                                          |
| 1930 | 15.923    | davon 11.619 (73 %) Deutsche, 3.879 (24 %) Tschechen und 338 Ausländer         |
| 1939 | 14.152    | davon 12.608 Katholiken, 1.059 Evangelische, 78 sonstige Christen und 17 Juden |

Bevölkerungsentwicklung nach Ende des Zweiten Weltkriegs
(Stand: 31. Dezember des jeweiligen Jahres)
| Jahr | Einwohner |
| ---- | --------- |
| 1947 | 18.361    |
| 1950 | 19.159    |
| 1960 | 24.063    |
| 1970 | 24.755    |
| 1980 | 28.072    |

| Jahr | Einwohner |
| ---- | --------- |
| 1990 | 32.032    |
| 2000 | 32.142    |
| 2010 | 30.819    |
| 2020 | 29.958    |
| 2022 | 29.660    |

## Bürgermeister
- 1864–1870: Hieronymus Roth
- 1919–?: Hieronymus Siegel

## Städtepartnerschaften
- Lohfelden, Deutschland
- Würzburg, seit 2008 (Patenschaft seit 1956). Die dortige Trautenauer Straße ist danach benannt
- Kępno, Polen
- Kamienna Góra, Polen
- Świdnica, Polen
- Strzelin, Polen
- Senica, Slowakei

## Sehenswürdigkeiten
- Am Ringplatz (heute: Krakonošovo náměstí, dt. Rübezahlplatz) mit seinen Arkaden befinden sich:
  - Barocke Pestsäule der Heiligen Dreifaltigkeit von 1704.
  - Rübezahlbrunnen (1892, erneuert 2011).
  - Denkmal des Kaisers Joseph II. von 1886 (Entfernung 1923, Wiedererrichtung 2009)
  - Rathaus, befand sich ursprünglich in der Platzmitte. Nach einem Brand 1583 wurde es 1591 nach Entwurf des Baumeisters Carlo Valmadi im Renaissancestil an der Marktseite neu aufgebaut. Nach einem weiteren Brand 1861 wurde es im Stil der Neugotik neu errichtet.
  - Haasepalais der Industriellen-Familie Haase, wurde nach dem Stadtbrand 1861 nach Entwurf des Trautenauer Baumeisters Novotný im Neorenaissancestil errichtet[12].
  - Johannes-Nepomuk-Statue in der Horská-Straße auf der ehemaligen Brücke über den Mühlgraben, geschaffen durch Schüler des Bildhauers Matthias Bernhard Braun im Jahre 1728
  - Vormalige Erzdekanalkirche der Jungfrau Maria (Kostel Narození Panny Marie) auf einer Anhöhe über der Aupa neben dem Alten Friedhof auf den Fundamenten der ehemaligen Burg. Sie wurde im 13. Jahrhundert errichtet, 1755 bis 1782 im Barockstil umgebaut. Sie hat ein harmonisch gestimmtes Geläut.[13]
- Kirche des hl. Wenzels in Oberaltstadt (Horní Staré Město)
- Neugotische Peter-und-Paul-Kirche (Poříčí)
- Volkshaus (Národní dům) aus dem Jahr 1900 in der Neustadt beim Neumarkt
- Ehemalige evangelische Kirche (1900) im Baustil der Neugotik des Baumeisters Karl Rieger an der Aupitzer Straße
- Reste der ehemaligen Stadtbefestigung am Ostrand des Stadtzentrums
- Museum des Riesengebirgsvorlandes (Muzeum Podkrkonoší)

Denkmäler
- Denkmal für Uffo Horn im Stadtpark
- Denkmäler auf dem städtischen Friedhof
- Jüdischer Friedhof (1870)

Militärische Denkmäler
- Kapelle des Heiligen Johannes des Täufers am Johannisberg von 1712, wurde 1811–1818 erneuert.
- Obelisk für General Ludwig von Gablenz, Kommandant der Schlacht bei Trautenau 1866, auf dem Galgenberg (Šibeník) oberhalb des Stadtparks
- Artilleriebefestigung Stachelberg oberhalb Trautenbach (Babí)

## Wirtschaft
Trutnov ist eine Industriestadt und ein Zentrum der Elektroindustrie mit Betrieben der Unternehmen ZPA Trutnov, ABB, Tyco Electronics, Siemens, Continental und Brose.
In der Nahrungsmittelindustrie sind ZZN Trutnov und die Brauerei Pivovar Krakonoš tätig.
In Poříčí befindet sich das Kraftwerk des Energieunternehmens EPO.
Kara Trutnov ist ein Unternehmen der Lederindustrie.
Lange Zeit war die Stadt einschließlich ihrer Umgebung ein bedeutender Standort der Textilindustrie in der Monarchie Österreich-Ungarn. Nach dem Konkurs vieler Betriebe nach dem Jahr 1945 produziert hier heute noch die Firma GRUND.

## Verkehr

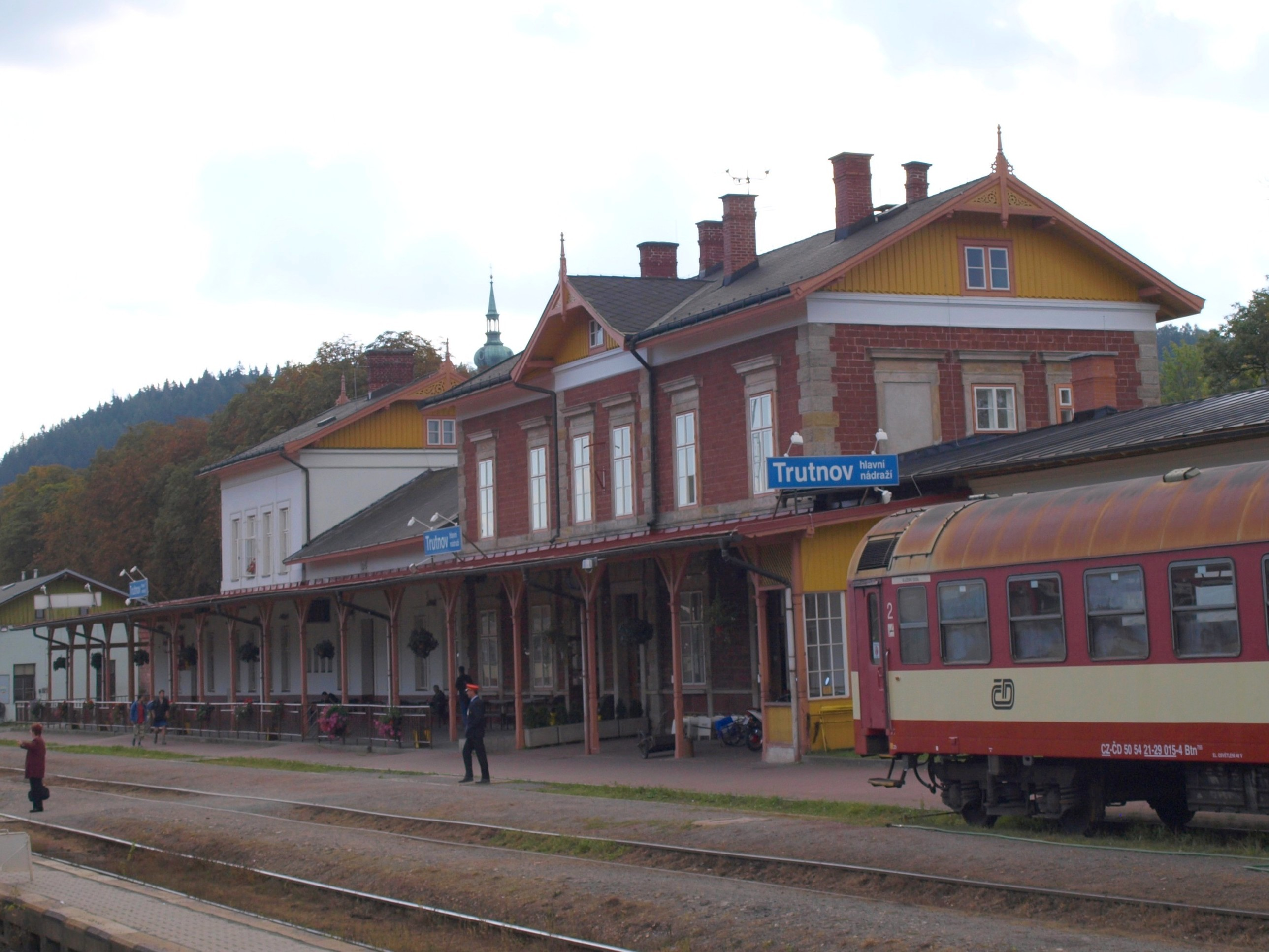
Hauptbahnhof Trutnov (2009)

Trutnov erhielt bereits 1871 einen Eisenbahnanschluss und ist heute ein Eisenbahnknotenpunkt der Strecken 032 Jaroměř–Trutnov, 047 Trutnov–Teplice nad Metují, 045 Trutnov–Svoboda nad Úpou, 040 Trutnov–Stará Paka–Chlumec nad Cidlinou und 043 Trutnov–Žacléř. Im Sommer verkehren am Wochenende auch einige Züge nach Hirschberg (Jelenia Góra). Neben dem Hauptbahnhof (Trutnov hlavni nadrazi) gibt es weitere Bahnstationen.
Von Trutnov zweigt eine Bahnlinie ab, die über Horní Staré Město, Kálna Voda und Mladé Buky nach Svoboda nad Úpou verläuft und von dem Unternehmen GW Train Regio betrieben wird.
Der lokale Autobusverkehr wird von dem Unternehmen OSNADO betrieben.
Durch den Ort führen die Fernstraßen Silnice I/14 (Liberec–Třebovice), Silnice I/16 (Řevničov–Královec) und die Silnice I/37 (Trutnov–Velká Bíteš).
Eine Verlängerung der Autobahn Dálnice 11 über Trutnov nach Královec (Königshan) ist geplant.

## Sport
Der Sport hat in Trutnov eine große Tradition. Die Basketballmannschaften des BK KARA Trutnov spielen in der 1. Tschechischen Liga. Die Eishockeymannschaft des HC Trutnov tritt in der 2. Tschechischen Liga an. Weiterhin gibt es Fußball und Tennisvereine.

## Persönlichkeiten
Ehrenbürger
- Karl Ritter von Stremayr (1823–1904), Minister für Kultus und Unterricht

Söhne und Töchter der Stadt
- Simon Hüttel (1530–1601), Maler, Kartograph, Geodät und Chronist
- Vincenz Weber (1809–1859), Arzt und Dichter
- Uffo Daniel Horn (1817–1860), Dichter
- Josef Nowak (1841–1886), Hygieniker
- Vincenz Czerny (1842–1916), Chirurg
- Max Kühn (1877–1944), Architekt
- Igo Etrich (1879–1967), Pilot und Flugzeugkonstrukteur
- Friedrich Hopfner (1881–1949), Geodät, Geophysiker und Planetenforscher
- Karl Friedrich Kühn (1884–1945), Denkmalpfleger und Kunsthistoriker
- Felix Günther (1886–1951), Komponist, Filmkomponist und Kapellmeister
- Evelyn Faltis (1887–1937), Komponistin und Korrepetitorin
- Franz Krejči (1888–1973), tschechischer Politiker der deutschen Minderheit
- Josef Mühlberger (1903–1985), deutscher Schriftsteller und Journalist
- Germana Focke-Genowa (1905–1992), Architektin, Innenarchitektin, Möbeldesignerin und Fachautorin
- Rudolf Kraus (1907–1988), Maler und Grafiker
- Fritz Rieger (1910–1978), deutscher Dirigent und Generalmusikdirektor
- Hans Kleinwächter (1915–1997), deutscher Raketen- und Solarforscher
- Karl Riegel (1915–2001), deutscher Politiker (SPD), MdB, MdL
- Walter Blümel (1921–1997), deutscher Maler, Bildhauer und Dichter
- Gerhard Scholten (1923–1995), österreichischer Autor
- Wolfgang Mitter (1927–2014), Professor für Vergleichende Erziehungswissenschaft
- Rainer Rabenstein (1927–2018), Pädagoge und Hochschullehrer
- Wilhelm Braun (1929–2010), Germanist und Lexikograph
- Alfred A. Haase (1929–2017), deutscher Fotograf
- Karl Heinz Ritschel (1930–2019), österreichischer Journalist
- Rudolf Peschel (1931–1989), deutscher Maler und Grafiker
- Christine Maring (1933–2024), Hamburger Senatorin
- Willi Reiland (1933–2015), Politiker und Oberbürgermeister von Aschaffenburg
- Josef Mattausch (1934–2022), deutscher Germanist und Goethe-Forscher
- Peter Maly (* 1936), Innenarchitekt und Industriedesigner
- Heimo Bachstein (1937–2011), Cineast und Filmkritiker
- Annelies Schwarz (* 1938), deutsche Pädagogin und Schriftstellerin
- Norbert Eimer (1940–2021), deutscher Politiker (FDP)
- Winfried Kreutzer (1940–2024), deutscher Romanistik-Professor
- Klaus-Dieter Schreiber (* 1940), deutscher Romanist und Bibliothekar
- Iris Gusner (* 1941), deutsche Filmregisseurin und Drehbuchautorin
- Jürgen Zinnecker (1941–2011), deutscher Sozialpädagoge
- Jenny Schon (* 1942), Schriftstellerin, Sinologin
- Klaus Honomichl (* 1943), deutscher Zoologe und Entomologe
- Dieter Böhmdorfer (* 1943), österreichischer Rechtsanwalt und Politiker
- Josef Rose (* 1943), deutscher Handballtrainer und Handballspieler
- Helmut Becker (* 1944), deutscher Geophysiker und Geoarchäologe
- Lothar Böhnisch (1944–2024), Professor für Sozialpädagogik
- Harald Lastovka (1944–2016), Politiker und Oberbürgermeister von Stralsund
- Walter Purkert (* 1944), Professor für Mathematik, Mathematikhistoriker
- Erich Tauchmann (* 1944), Fußballspieler
- Jaroslav Matoušek (* 1951), Sprinter und Olympionike
- Ivo Žďárek (1960–2008), tschechischer Diplomat
- Robert Rosenberg (* 1975), Schauspieler
- Zdeněk Šafář (* 1978), Freestyle-Skier
- Jan Blažek (* 1988), Fußballspieler
- Filip John (* 2001), deutscher Volleyball- und Beachvolleyballspieler
- Alena Kovačková (* 2008), Tennisspielerin
- Jana Kovačková (* 2010), Tennisspielerin